# 亞撒利雅禱詞和三童歌

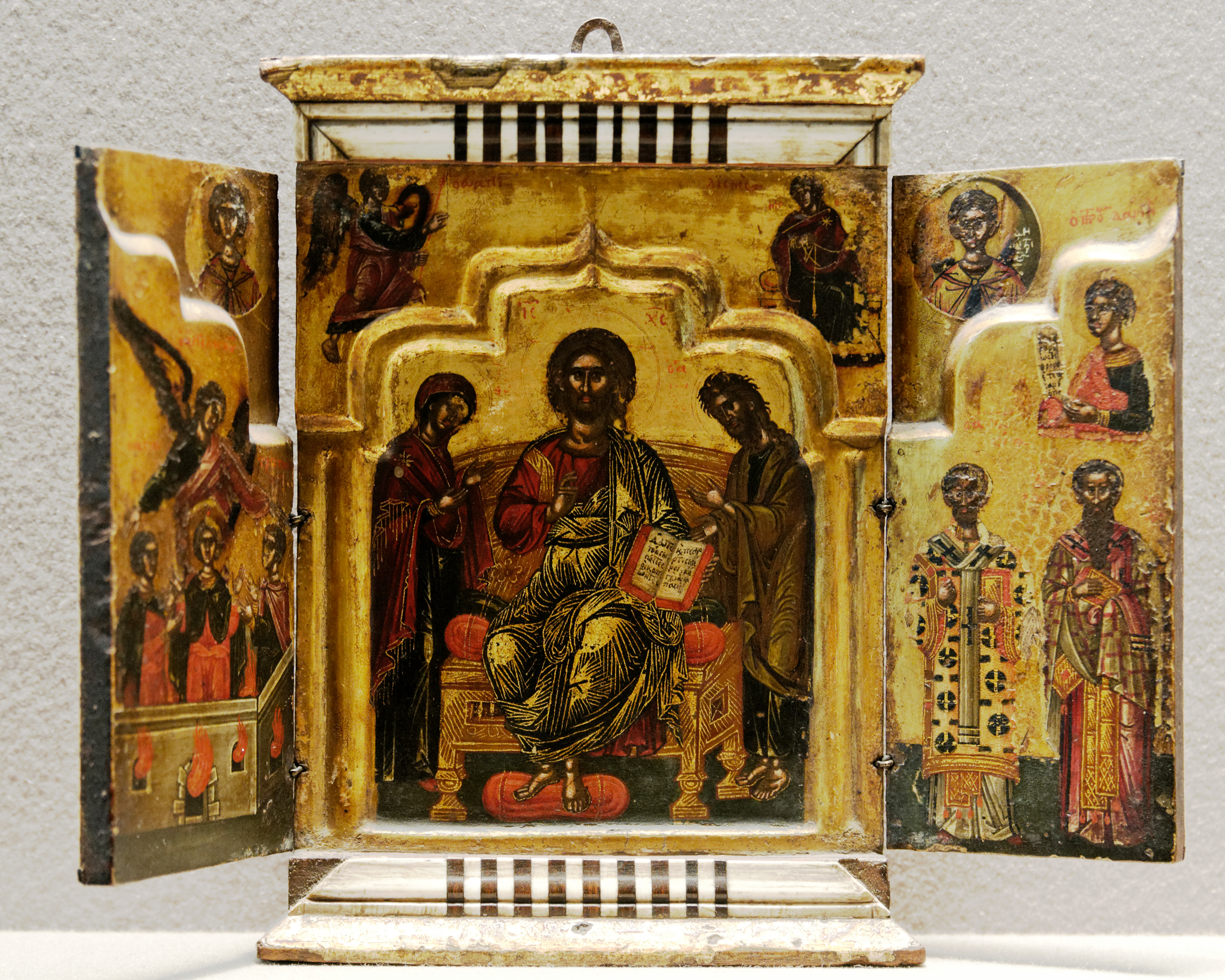

亞撒利雅禱詞和三童歌（英語：The Prayer of Azariah and Song of the Three Holy Children；我祖頌、我主頌及萬物頌的頌詞），天主教譯為「三青年讚美上主歌」，出自次經，成書在公元前一及二世紀之間。所述之事，卻是但以理的時代（公元前六百年之前）。三個猶太青年不肯拜尼布甲尼撒王鑄立的金像，被丟入火窯，卻不被燒死，而且他們在烈火中歌頌上帝。
希臘文的舊約聖經《七十士譯本》及天主教聖經把《三童歌》置於《但以理書》3:23後面，為24-90節。